# ポッツビル (ペンシルベニア州)
ポッツビル（英: Pottsville）は、アメリカ合衆国ペンシルベニア州の都市。スクーカル郡の郡庁所在地である。人口は1万3346人（2020年）。フィラデルフィアの北西156キロメートルに位置している。スクーカル川の西岸にあり、ペンシルベニア州の炭田地帯に入っている。ポッツビル小都市圏の中核である。

## 歴史

### 開拓初期
17世紀後半、イングランド王チャールズ2世が、ウィリアム・ペンに後にポッツビルとなる土地を払い下げた。その範囲はデラウェア川とスクーカル川の西と南の土地全てを含んでいた。ポッツビルの場所は当初チェスター郡内にあった。1729年5月10日、立法評議会がランカスター郡を設立する法を作ったときに、オクトララ・クリークの水源（南側境界に近い、印をつけた樹木を目印にした）からスクーカル川まで真っ直ぐ北東に引いた線より西にある植民地の土地全てを含むものとしたので、ポッツビルはランカスター郡に入った。1752年3月11日、同じく評議会の法により、バークス郡が設立され、ポッツビルも同郡に入った。
ポッツビルの無煙炭採炭の歴史は、採鉱者ネコ・アレンが石炭の鉱脈を発見した1790年に始まった。伝説に拠れば、アレンはブロード山の麓で眠ってしまい、目覚めてみると大きな火を目にした。アレンの起こしたキャンプファイアが石炭の露出部に火を点けていた。1795年までに無煙炭を使った製鋼炉がスクーカル川沿いに建設されていた。

### 19世紀

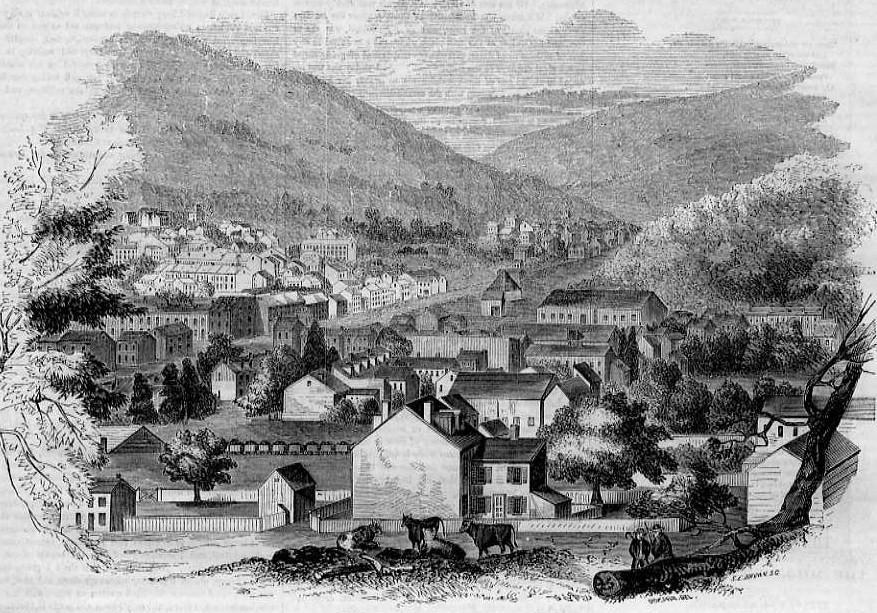
1854年のポッツビル

1806年、ジョン・ポッツが炉を買収した。1811年3月1日、ペンシルベニア州議会の法により、スクーカル郡がバークス郡とノーサンプトン郡の一部を併せて設立された。このことでポッツビルの場所はスクーカル郡に移った。1816年、町は地元測量士のヘンリー・ドンネルによって正式に区画割りを決められた。1819年、ポッツビルはノーウェイジャン・タウンシップの中の村として設立され、1828年2月19日にボロとして法人化された。
1829年、ユーングリング & サンが国内最古の家族経営ビール工場を設立した。1851年、スクーカル郡のオーウィッグスバーグに代わって、ポッツビルが新たな郡庁所在地になった。
フィラデルフィア・アンド・レディング石炭鉄会社は、フィラデルフィア・アンド・レディング鉄道会社に元があり、その名残は20世紀後半にレディング無煙炭会社に買収された。この会社が広範な炭坑用土地を取得し、第二次世界大戦後に無煙炭の需要が落ちるまで、ペンシルベニア州で操業する石炭会社の中でも最大級に著名な会社になっていた。
ポッツビルはスクーカル川沿いにある故に、小さな繊維産業が発展した。その中でも1881年に設立されたフィリップス・ヴァン・ホイゼンの会社が成長した。モーゼス・フィリップスとその妻エンデルがシャツを手縫いし、手押し車で運んで、土地の炭鉱労働者に売った。主に海外との競争に敗れて、ヴァン・ホイゼンやその他繊維会社が1970年代後半から地域を去っていった。繊維産業でもう一つ目を引いたのが12番通りにあったティルト・シルク・ミルであり、中国から輸入した蚕に建物のサンルームで育てた桑の木の葉を食べさせ、蛹から絹を生産した。この絹の事業は最終的にナイロン・ストッキングの開発によって斜陽になった。その建物は現在も残っており、倉庫とレンタカー企業の本社になっている。

### 20世紀
アメリカ合衆国憲法修正第18条によるアメリカ合衆国における禁酒法時代(1919年-1933年）、ユーングリングはビール製造を止め「ビールもどき」の生産に移行した。この時代に生産された3種は、ユーングリング・スペシャル（最も人気があった）、ユーングリング・プロ・トア（「著名なポッツビル・ポーター」の1種）、およびシリアル飲料のユーングリング・ジュボだった。当時の醸造所オーナーのフランク・ユーングリングはユーングリング・デアリー（酪農場）も開き、地元向けにアイスクリームなど乳製品を生産した。この事業によってユーングリングの事業は禁酒法時代を生き残った。
憲法修正第18条が同第21条によって撤廃されると、ユーングリングは「ビールもどき」の生産を止め、アルコール飲料の生産を再開した。禁酒法の撤廃はフランクリン・ルーズベルト大統領のお蔭もあったので、この醸造所からトラック一杯のウインナー・ビールをホワイトハウスに届けたというのは有名な話である。ユーングリングはこの一族経営の事業を現在も継続している。ビールの「サミュエル・アダムズ」の生産者であるボストン・ビール社に次いで、ユーングリングはアメリカ人が所有するビール製造者として2番目の大きさである。ユーングリング・デイリーは、ビール醸造所の一族から分かれた分家が経営していたが、事業が衰退し、1985年に閉鎖された。大手コングロマリット・ビール企業が醸造所を買収しようとした試みは全て失敗してきた。

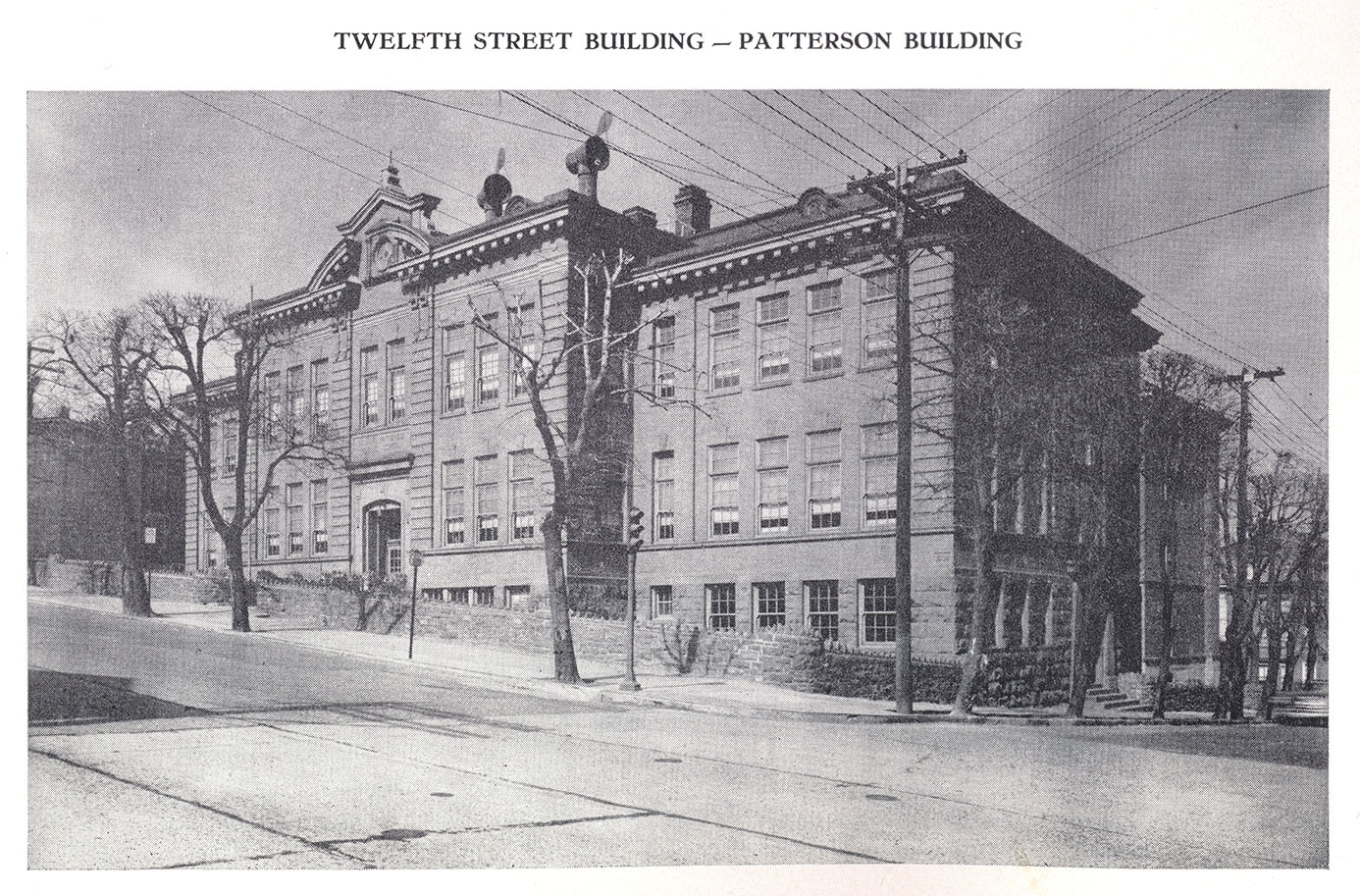
パターソン・ビル、1916年から1933年までポッツビル地域高校として使われた

1911年3月22日、ポッツビルは第3級都市として認証された。
ポッツビルは1925年から1928年までナショナル・フットボール・リーグのチームが本拠にしていた。ポッツビル・マルーンズはスポーツマンズ・パーク（あるいは近くのマイナーズビルにあるマイナーズビル・パーク）で試合を行った。そこは現在ショッピング・プラザのキングス・ビレッジになっている。マルーンズは1925年から1926年のシーズンで、NFLのある種最高の記録を残した。このシーズンで優勝したと主張したものの、会長のジョー・カーによる異論のあった判断によって、シカゴ・カージナルスの優勝ということになった。マルーンズはその後2シーズンでは優勝できず、ボストンに移転して、ボストン・ブルドッグスとなった。ブルドッグスも1929年にチームを畳んだ。
20世紀の半ばまで、ポッツビルは多くの旅芸人やヴォードヴィリアンにとって人気ある場所になっていた。1929年の映画『Berth Marks』はコメディの伝説的スター、ローレル&ハーディが出演し、予約された公演の1つのために列車でポッツビルに行こうとしているのが舞台設定だった。女優のパール・ベイリーはその経歴の初期にポッツビルに住んでいたことがあった。近くのインディアナタウンギャップ砦で訓練中の兵士は、第二次世界大戦中にポッツビルで大量の不道徳な会場や行動があったために、ポッツビルに行くことを禁じられていた。
1997年8月、ポッツビル・レイルウェイ・パーク・リトルリーグのオールスター・チームが、ペンシルベニア州ウィリアムズポートで開催されたリトルリーグ・ベースボール・ワールドシリーズにアメリカ合衆国東地区を代表して参加した。このワールドシリーズで、ポッツビルはインディアナ州ダイアーを延長の末1対0で降した。翌日の夜はラメイド・スタジアムでフロリダ州ブレイデントンと、推計3,500人の観衆を前に試合を行い、敗れた。決勝戦以外では最大の観客数だった。さらにカリフォルニア州ミッションビエホとの試合は1対3で敗れ、アメリカ合衆国決勝戦の1歩前で終わった。

### 21世紀
ポッツビル市は2007年にセンター通りの美化計画を終えた。2011年6月、郡全体のSTS（スクーカル交通システム）のバス運行のために、1,610万ドルを掛けたユニオン駅インターモーダル交通センター（センター通り300番）が完成して、郡の交通ハブになった。そこではトレイルウェイズやグレイハウンドのバス便を利用できる。

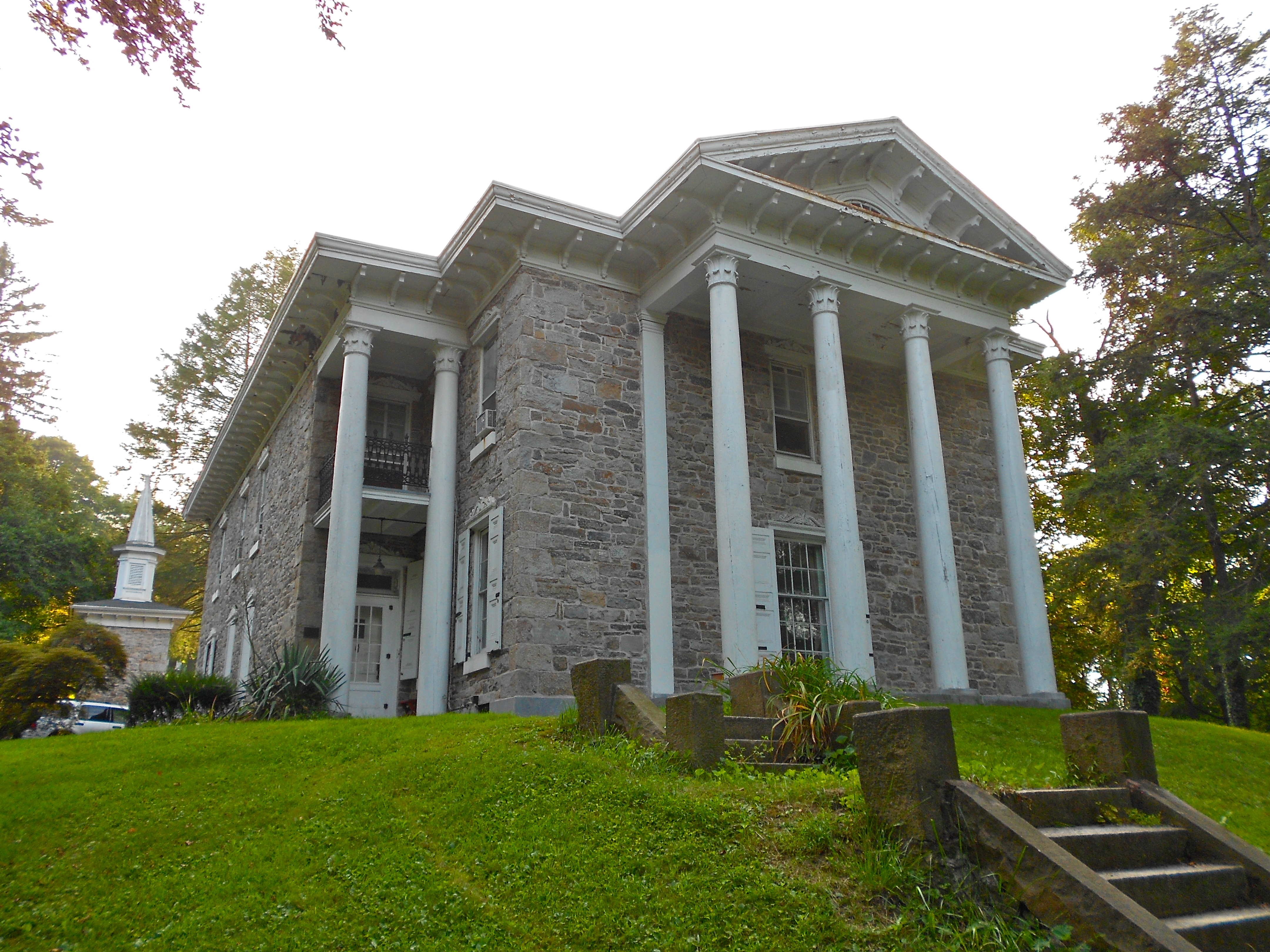
クラウド・ホーム、アメリカ合衆国国家歴史登録財に指定されている

ポッツビル中心街歴史地区、クラウド・ホーム、ジョン・オハラ邸、バード・パターソン邸、ポッツビル武器庫、D・G・ユーングリング・アンド・サン・ブルーイング複合施設、フランク・D・ユーングリング邸宅は、アメリカ合衆国国家歴史登録財に指定されている。

## 地理

### 地形
ポッツビル市は北緯40度41分06秒 西経76度12分10秒 / 北緯40.685058度 西経76.202747度 (40.685058, -76.202747)に位置している。
アメリカ合衆国国勢調査局に拠れば、市域全面積は4.20平方マイル (10.9 km2)であり、全て陸地である。市内に湖は無いが、市内を流れる水路はある。スクーカル川は市の南端、マウントカーボン近くを流れている。スクーカル川西支流が市の西側境界を作っている。ノーウェイジャン・クリークの西支流が市内フィッシュバック地区を流れ、東支流はジャラッパ地区を流れている。プログレス・アベニューとテリー・ライリー・ウェイ近くで両支流が合流してノーウェイジャン・クリークとなり、市の中心部は地下を流れている。このクリークはマウチ・チャンク通りでスクーカル川に合流する。
ポッツビルには7つの丘がある。すなわちロートンズヒル、グリーンウッドヒル、バンカーヒル（シャープ山）、ギニアヒル、フォレストヒルズ、コテージヒル、およびホープ山である。

### 気候
ケッペンの気候区分に拠れば、ポッツビルは温暖湿潤気候にあり、略号ではCfaである。最寒月平均気温32°F (0 ℃) で区分すると湿潤大陸性気候（Dfa）である。過去最高気温は2011年の104°F (40 ℃)、過去最低気温は1994年の-19°F (-28 ℃) である。

## 人口動態
以下は2000年国勢調査による人口統計データである。
| 基礎データ - 人口: 15,549 人 - 世帯数: 6,399 世帯 - 家族数: 3,877 家族 - 人口密度: 1,426.0人/km2（3,697.4 人/mi2） - 住居数: 7,343 軒 - 住居密度: 673.4軒/km2（1,746.1 軒/mi2） 人種別人口構成 - 白人: 95.73% - アフリカン・アメリカン: 2.26% - ネイティブ・アメリカン: 0.12% - アジア人: 0.51% - 太平洋諸島系: 0.01% - その他の人種: 0.53% - 混血: 0.84% - ヒスパニック・ラテン系: 1.22% 年齢別人口構成 - 18歳未満: 22.6% - 18-24歳: 7.2% - 25-44歳: 27.2% - 45-64歳: 22.1% - 65歳以上: 20.9% - 年齢の中央値: 40歳 - 性比（女性100人あたり男性の人口） - 総人口: 87.3 - 18歳以上: 83.5 | 世帯と家族（対世帯数） - 18歳未満の子供がいる: 27.3% - 結婚・同居している夫婦: 41.7% - 未婚・離婚・死別女性が世帯主: 13.9% - 非家族世帯: 39.4% - 単身世帯: 34.9% - 65歳以上の老人1人暮らし: 17.2% - 平均構成人数 - 世帯: 2.29人 - 家族: 2.97人 収入と家計 - 収入の中央値 - 世帯: 30,137米ドル - 家族: 41,124米ドル - 性別 - 男性: 31,510米ドル - 女性: 21,433米ドル - 人口1人あたり収入: 18,165米ドル - 貧困線以下 - 対人口: 13.9% - 対家族数: 10.1% - 18歳未満: 15.4% - 65歳以上: 10.1% |

## 市の概観

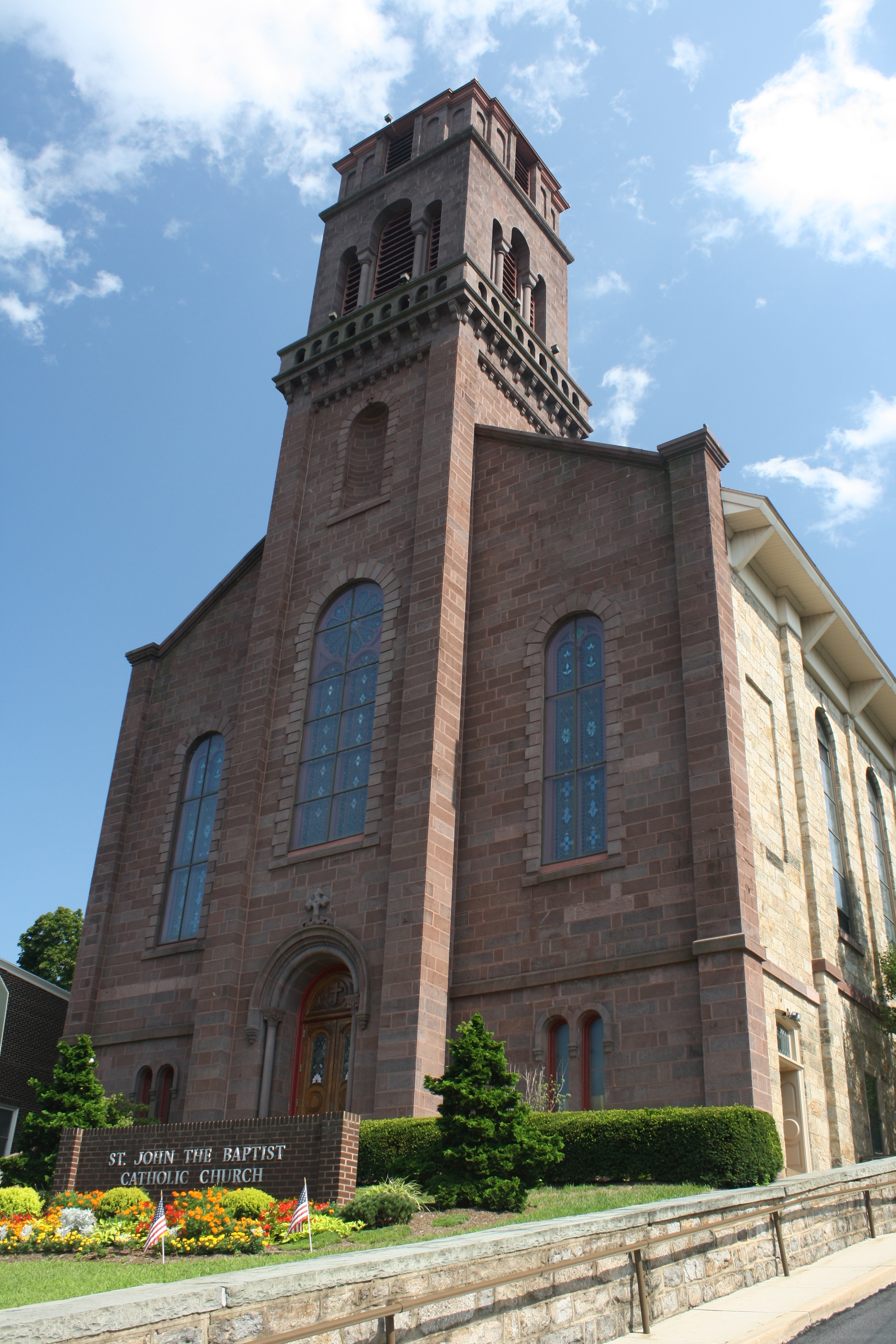
セントジョン・バプテスト教会

### 地区
- センターシティ - センター通りとマーケット通りのガーフィールド広場からライン通りまでとニコルズ通りからマウチ・チャンク通りまでの地域
- ヨークビル - 市の西側にあり、ポッツビル地域高校の西と16番通りの西の市境まで。ヨークビルは20世紀の初期にポッツビルと合併したボロだったl
- クィンタウン - マーケット通り西沿い、ガーフィールド広場の南と西で16番通りまで
- ロートンズヒル - 州道61号線の東、ノーウェイジャン通り東の北
- グリーンウッドヒル - 州道61号線の東、 ノーウェイジャン通り東の南
- ジ・アイランド - 元アトキンス兄弟の炉があった場所を囲む地域、ワシントン通りと州道61号線に近い
- ジャラッパ - 町の北側、州道61号線の北とセンター通りの東
- フィッシュバック - ジャラッパの西、センター通りとピーコック通りの間の地域
- ラッセルビル - マーケット通り西沿い、ガーフィールド広場の北と西で16番通りまで
- フォレストヒルズ - カーボン山の南の住宅開発地
  - フォレストヒルズ西 - カーボン山の南でフォレストヒルズの西にある住宅開発地区
- バンカーヒル - マハントンボ通りの南で、2番通り南から11番通り南まで
- モリスビル - センター通り南のマウチ・チャンク通りからマウントカーボン・ボロとの市境まで
- ギニアヒル - アーチ通り西の北からローレル大通り西に広がり、3番通り北から西に12番通り北までの住宅地区
- コテージヒル - エンド・アベニュー西の北、20番通り北からウェストウッド道路まで。コテージヒル西と同東に区分される
- ヒルサイド - クレッソナ道路のホテル通りから市境まで
- ヨークファーム - 1番アベニューの北のマウントホープ・アベニューまでと、16番通り北から市境まで（杯パーク・マナーを含む）
- ホープ山 - ローレル大通りの北、フェアモント・アベニューまでと、2番通り北から16番通り北までとウォルター・グリフィス・アベニュ
- ヨークタウン - ウェストウッド道路の東、ウッドグレン道路とヨークタウン道路沿い

### 公園とレクリエーション
- ロータリー公園 - 20番通り南とマハントンゴ通りに位置し、市内最大級のレクリエーション地域。ポッツビル・ロータリー・リトルがあり、ナイターもできる。またバスケットボールコートもある。ノーウェイジャン通り側には遊具施設もある。かなり大きな草原があるが、木陰が無い。
- 鉄道公園 - ヨークビル地区の第1アベニュー外れにあり、リトルリーグ1997年アメリカ合衆国東部地区でチャンピオンになった鉄道公園リトルリーグの本拠地である。
- ジョージ・ジュールワン将軍イーストサイド公園 - ノーウェイジャン通り東にあり、ヒルサイドに沿った段々に造成された。過去には水泳プールがあったが、現在は解体されスケートパークになっている。バスケットボールコートや遊具施設もある。
- ヘンリー・クレイ公園 - 第2通り南にあり、ポッツビルの南側を見下ろす高台にはヘンリー・クレイの記念碑がある。比較的小さな公園であり、ベンチもレクリエーション施設も草原も無い。最初に造成された後で、より大きな公園が計画されたが、実現はしなかった。しかし、現在の公演は小さく趣があり、周りを囲む多くの樹木が涼しいスポットを提供し、センター通り南やポッツビル病院とウォーン・クリニックの息を呑むような景色が見られる。
- ジョン・F・ケネディ記念レクリエーション施設 - 市の中心となる公園である。ヨークファーム道路に入り口があり、そこそこの量の車両を置ける駐車場、バスケットボールコート2面、テニスコート4面、バレーボールコート1面があり、地域のための非会員制であるケネディ記念プールもあれば、近くの鉄道公園に繋がるジョギングやウォーキングの道もある。木陰にはベンチがある。多くの人がシマリスやハイイロリスに餌をやるので、人間を恐れていない。口笛を吹けばリスが現れる。スポーツコートとプールの間にはかなりの広さの草原もある。ペットを連れて来るのは構わないが、引き綱が必要である。これは他の市民公園でも同じである。プールではペットは許されない。この施設はポッツビル地域教育学区の文教地区にある。
- ユーングリング公園 - 10番通り南とマハントンゴ通りにあり、19世紀にビール醸造所に使われた古い泉の小屋がある。天然の噴水、草地、花、ベンチがあり、大きなパビリオンもある。遊具施設は無いが、市の中心に近い憩いの空間である。
- バンカーヒル遊技場 - スクーカル・アベニューとピアース通りの間にあり、その設備を更新してきたが、一日を家族で過ごすリラックスできる空間である。
- ベアフィールド屋外レクリエーション複合施設 - 広さ3エーカー (12,000 m2) のレクリエーション複合施設であり、センター通り北とテリー・ライリー・ウェイの角にある。フルサイズのバスケットボールコート1面、蹄鉄投げピット、パット用グリーン、ビーチバレーコート1面がある。
- その他 - 市内には17番通り遊技場、12番通り遊技場、11番とアーチ通り遊技場、レース通り遊技場、ピーコック通り遊技場、ジャラッパ遊技場、フェアビュー通り遊技場、メインストリート遊技場、グリーンウッドヒル遊技場、フォレストヒルズ遊技場など他にも多くの遊技場がある。

### 郊外地（グレーター・ポッツビル地域）
| - マウントカーボン・ボロ - ポートカーボン・ボロ - メカニクスビル・ボロ - パロアルト・ボロ - マイナーズビル・ボロ - ニューフィラデルフィア・ボロ - ミドルポート・ボロ - ブライス・タウンシップ - カンボラ村 - カスカ村 - イースト・ノーウェイジャン・タウンシップ - ディーナーズヒル村 | - ノーウェイジャン・タウンシップ - マーリン村 - セルツァー村 - ニューストリート村 - マウントラフィ村 - フェアレーン村 - ノースマンハイム・タウンシップ - ベックスビル村 - コナーズクロッシング村 - ブランチ・タウンシップ - ダウデンタウン村 - ルーリン村 - ニューマイナーズビル村 |

## 見どころ

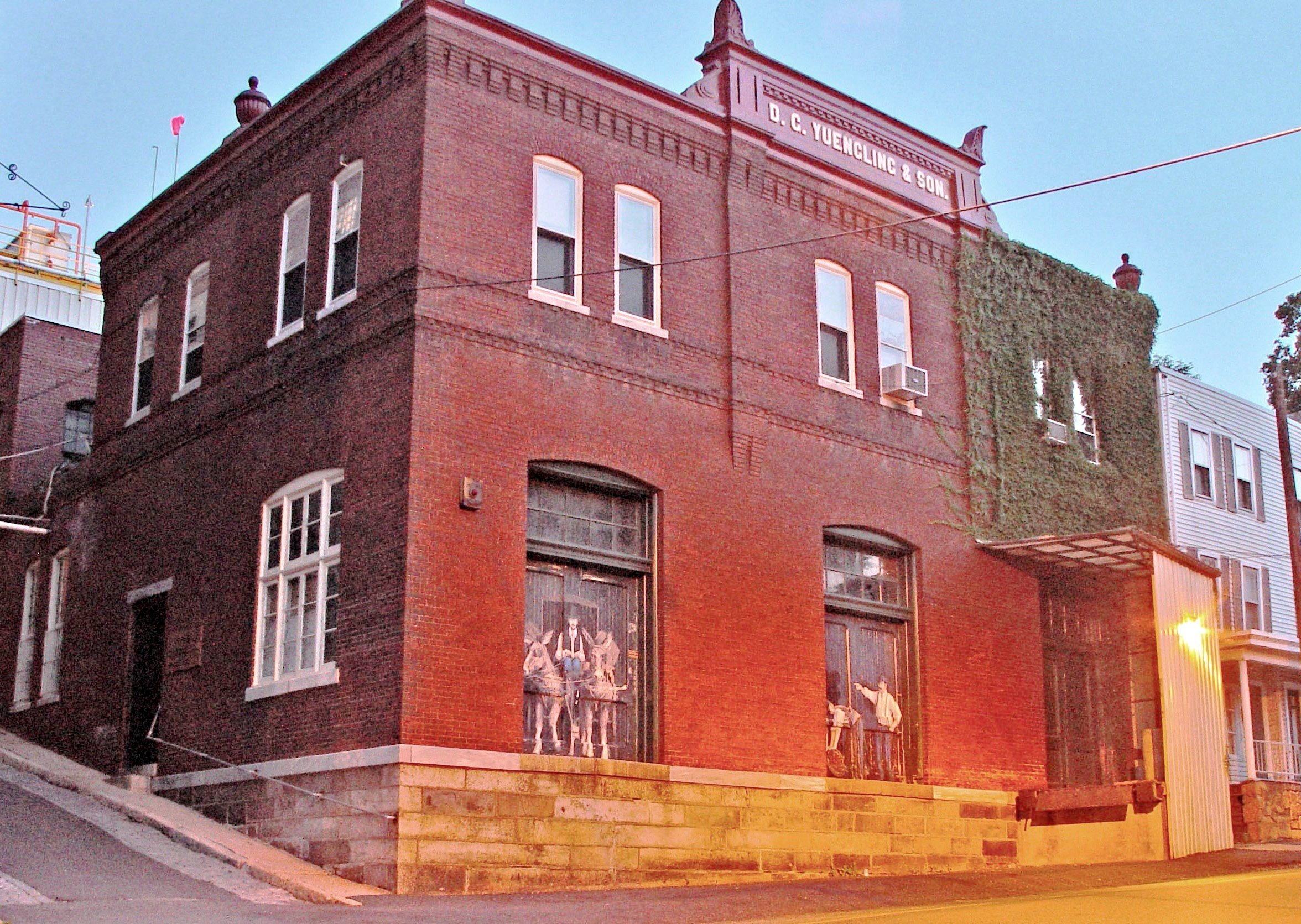
ユーングリング・ブルワリー・ビル、マハントンゴ通りから見る（2002年）

- スクーカル郡庁舎 - 2番通り北とローレル大通り西
- ヘンリー・クレイ記念碑 - 2番通り南
- ガーフィールド広場記念碑 - 5番通り北とマーケット通り西
- D・G・ユーングリング & サン・ブルワリー - 5番通り南とマハントンゴ通り
- ジェリーのクラシックカー博物館 - センター通り南、マウチ・チャンク通り近く
- スクーカル郡歴史協会 - センター通り北 & レース通り西
- 東ペンシルベニア・ユダヤ博物館 - エンド・アベニュー西2501
- ガーフィールド・ダイナー - 4番通り北とマーケット通り西のガーフィールド広場
- ジョージ・ジュールワン将軍記念碑 - センター通り北、歴史協会の直ぐ北
- 退役兵記念スタジアム - ポッツビル・クリムゾン・タイド・フットボールの本拠地、16番アベニュー北とエルク・アベニュー、ポッツビル地域高校の後
- ジョン・オハラ記念碑 - センター通り南、ハワード・アベニュー西
- 退役兵記念碑 - ジョージ・ジュールワン将軍公園、ノーウェイジャン通り東とアンダーソン通り
- ポッツビル・スケートパーク - ノーウェイジャン通り東とアンダーソン通り、ジュールワン将軍公園内
- JFK 記念プール - ヨークファーム道路、ハイパーク邸宅
- ソブリン・マジェスティック劇場（芸能） - センター通り北、歴史協会の半ブロック南
- 第一次世界大戦記念碑 - アーチ通り西と11番通り北

## スポーツ
ポッツビルは1925年から1929年までナショナル・フットボール・リーグのチーム、ポッツビル・マルーンズが本拠地にしていた。
リトルリーグでは2つのチームと関わりがある。ポッツビル・ロータリーと鉄道公園である。鉄道公園は1997年リトルリーグ・ワールドシリーズで東部地区代表になった。
ポッツビル・クリムゾン・タイド・フットボールのチームは国内でも最古クラスのフットボール・プログラムである。2007年のフットボール・シーズンの終わりに1,137の試合があった。
昔はニューヨーク・ジャイアンツの試合を行ったことがあった。

## 消防署
ポッツビル消防署は大半がボランティアで動いている。ボランティアでないのは署長と、4人の所長補佐である。市内に7つの駐屯所がある。

## メディア
「ザ・レパブリカン & ヘラルド」が唯一の日刊紙である。市内から放送を流しているラジオ局はFM1局、AMw局がある。
テレビはスクラントン/ウィルクスバリのテレビ市場に属している。
1956年8月30日、市長のジョージ・ヘフナーが新しいマーケット2電話局で最初の電話を掛けたときに、市内での電話サービスが始まった。その電話局は今も残っている。その時以来5つの電話局が追加された。

## 交通
ポッツビルにはスクーカル郡空港と言う小さな一般用途空港がある。2011年以来、都市間公共バス便がセンター通り南300のユニオン駅インターモーダル・センターに配されるようになった。グレーター・ポッツビルでの大量輸送はスクーカル交通システムが担当し、郡内全体の都市間バス輸送を行っている。インターモーダル・センターはグレイハウンドやトレイルウェイズも利用できる。市内にはペンシルベニア州道61号線とアメリカ国道209号線が通っている。
1981年7月29日まで南東ペンシルベニア交通局の管轄下に、コンレールがポッツビル、レディング、フィラデルフィアの間で旅客鉄道はを走らせていた。その駅はその後解体され、現在は駐車場になっている。

## 医療
スクーカル地域医療センターは非営利の病院であり、元はグッドサマリタン地域医療センターとポッツビル病院およびウォーン・クリニックと呼ばれていた2つの地域病院の間で提携を結んだものである、どちらもポッツビル市内にある。2008年8月1日、スクーカル・ヘルスが両施設および関連システムの新しい親組織となった。この医療センターは、ペンシルベニア州救急システム基金からレベルIII救急病院に指定された。

## 通りの配置
ノーウェイジャン通りが市内を南北に分けており、またセンター通りが東西を分けている。急峻な丘の連なりにあるので、通りの配置は複雑なものがある。

## 教育

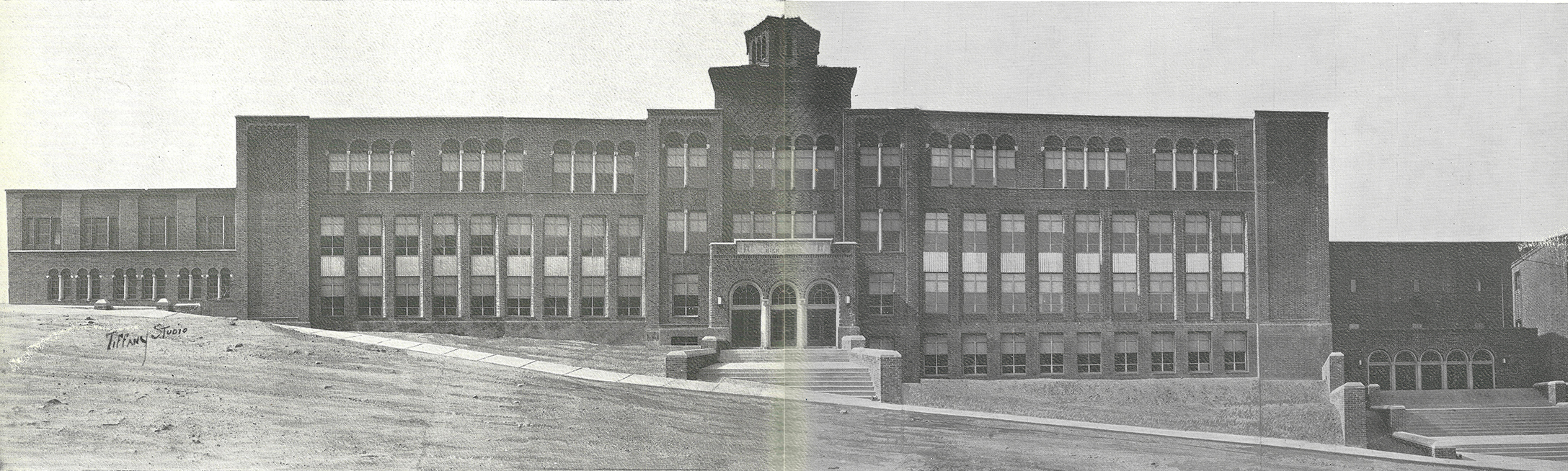
ポッツビル地域高校、現在の場所に完成した後の1932年撮影

- ポッツビル地域教育学区には、ポッツビル地域高校、D・H・H・レンジェル中学校、ジョン・S・クラーク小学センターが入っている。
- ネイティビティ・BVM 高校 - ローマ・カトリック教会アレンタウン教区教育体系に属する
- ギリンガム・チャータースクール
- アサンプション BVM - ローマ・カトリック教会アレンタウン教区教育体系に属する

### 高等教育機関
- マッカン経営技術学校
- ペンシルベニア州立大学スクーカル校、近くのスクーカルヘイブンにある
- アルバーニア大学スクーカル衛星キャンパス

## 著名な出身者
- ゲーリー・ベッカー、経済学者、1992年にノーベル経済学賞を受けた。

## 関連作品
- ジム・トンプスン「ポップ1280」（数字は町が出来た当時の人口）
- コナン・ドイル「恐怖の谷」